# Oroville (Washington)
Oroville je grad u američkoj saveznoj državi Washington. Prema popisu stanovništva iz 2010. u njemu je živjelo 1.686 stanovnika.